# Cristian Pulhac
Corneliu Cristian Pulhac (né le 17 août, 1984 à Iași, Roumanie) est un footballeur international roumain qui joue actuellement pour l'Aris Limassol. Il joue au poste d'arrière gauche offensif, ses courses en avant, passes et tacles permettent à son équipe de marquer beaucoup de buts.
Pulhac compte trois sélections avec la Roumanie.

## Carrière

### La chanson du scandale
Le 22 novembre 2008, lui, Lucian Goian, Gabriel Torje et Adrian Ropotan sont filmés à la fête d'anniversaire de Torje. Les joueurs sont saouls et chantent du manele dédicacé au Steaua Bucarest, le plus grand rival du Dinamo. Ces actes sont filmés par une jeune femme qui réussit à vendre l'enregistrement au tabloïd roumain Libertatea. Pulhac et Goian sont mis sur la liste des transferts par leur club tandis que Torje et Ropotan s'excusent publiquement. Tous les joueurs doivent payer cinq mille euros.

## Palmarès

### En club
Dinamo Bucarest
- Champion de Roumanie en 2002 et 2007.
- Vainqueur de la Coupe de Roumanie en 2005 et 2012.
- Vainqueur de la Supercoupe de Roumanie en 2005 et 2012.